# طورآغای
طورآغای، روستایی در دهستان لیلان شمالی بخش شیرین‌کند شهرستان لیلان در استان آذربایجان شرقی ایران است. این روستا، مرکز دهستان لیلان شمالی است.

## جمعیت
بر پایه سرشماری عمومی نفوس و مسکن در سال ۱۳۹۵، جمعیت این روستا برابر با ۷۱۸ نفر (۲۱۹ خانوار) بوده‌است.